# 恋ノチカラ
『恋ノチカラ』（こいのちから）は、フジテレビ系列で、2002年1月10日から2002年3月21日までフジテレビ「木曜劇場」枠で放送されたテレビドラマ。全11回。主演は深津絵里と堤真一。放送時間は木曜22:00-22:54、初回と最終回は15分拡大で22:00-23:09の放送。

## 概要
仕事に恋愛にうまくいくと夢見ていた20代が過ぎ、そろそろ夢を見るのも諦めようと心に決めた30代の女性が、転職をきっかけに諦めかけていた夢に向かって、再び仕事・恋愛に奮闘していくハートフル・ラブ・コメディ。
平均視聴率は16.9％、最高視聴率は初回の20.6％。
2002年6月28日にビデオ化、2002年7月26日にDVD化された。（いずれも全4巻）
2005年には、韓国でもリメイクされ、MBCで『ヨンジェの全盛時代（영재의 전성시대）』のタイトルでキム・ミンソン主演でドラマが放送された。

## あらすじ
広告代理店の庶務課に勤める本宮籐子（深津絵里）に、自分が勤める会社から独立し起業した売れっ子広告デザイナーの男性・貫井巧太郎（堤真一）から引き抜きの誘いがかかる。悩みぬいた末、憧れの貫井からの誘いに応じたが、実は人違いであったと言われてしまう。

## キャスト

### レギュラー出演
本宮籐子（もとみや とうこ）〈30〉
演 - 深津絵里
大手広告会社「ユニバーサル広告社」に勤める30代の独身OL。恋人もいない。3年前まではクリエイティブに属していたが、仕事上の失敗から庶務課に左遷されてしまう。現在の自分に焦りを感じながらも、何をしたらよいのか分からず、夜な夜な酒をあおる毎日が続いている。そんな中、憧れていた貫井功太郎からヘッドハンティングの知らせが入る。貫井に想いを寄せている。
貫井功太郎（ぬくい こうたろう）〈35〉
演 - 堤真一
ユニバーサル広告社に勤める人気クリエイター。仕事一筋で女性に興味がない。
仕事で上司と意見が対立したため、退職して木村壮吾と新会社「貫井企画」を設立する。秘書を雇おうとするが、人違いで籐子をヘッドハンティングしてしまう。愛車は、三菱・ギャランGTO。
倉持春菜（くらもち はるな）〈23〉
演 - 矢田亜希子
籐子が昔、兄・勇祐と付き合っていた縁で、籐子とルームシェアをしている。「広小路製薬」の宣伝部長の娘。
少し世間離れしたお嬢様育ちであるが、昼は銀行で働き、夜は図書館の司書になるための講座に通うなど努力家である。
貫井に想いを寄せていてアタックする。貫井と仲の良い籐子に対して徐々に嫉妬心を抱く。
木村壮吾（きむら そうご）〈25〉
演 - 坂口憲二
金沢出身。
貫井に憧れて広告業界に入り、「ABCアド」に勤めていたが、貫井と共同で貫井企画を立ち上げることになった。
お調子者で女好きであるが、仕事に対する姿勢は真面目で、実力があり、業界では若手No.1のクリエイターだといわれている。
吉武宣夫（よしたけ のぶお）〈40〉
演 - 西村雅彦
ユニバーサル広告社・営業部勤務。妻子がおり、家庭を大切にしている。
大変な努力家であり、世間の厳しさを体感しているため、第一線で活躍する才能ある人々に対して敵意を抱いている。
貫井に対しても同じで、「貫井企画」の営業を妨害しようと企てるが、後に貫井企画で働くことになる。
須田真季（すだ まき）〈30〉
演 - 猫背椿
ユニバーサル広告社庶務課勤務で籐子の飲み友達である。
愚痴を言い合うなど、籐子とは腹を割って話し合える仲である。恋して輝く若い女性に対して異常な嫉妬心を持っている。
楠木賢明（くすのき けんめい）〈60〉
演 - 志賀廣太郎
100周年を迎えた「楠木文具」の社長。貫井企画の初めてのクライアントでもある。
温厚そうな性格だが、なにかと貫井企画にクレームを付けてくる。吉武が来てからは態度が変わる。後に貫井、籐子と一緒に仕事をすることになる。
倉持勇祐（くらもち ゆうすけ）〈30〉（第8・9話）
演 - 谷原章介
25歳の時にプロポーズした籐子の元カレ。春菜の兄。現在はイタリア・ミラノで海外赴任中。籐子に未だ想いを寄せている。
倉持堅（くらもち けん）（第2・3・4・6・8話）
演 - 児玉清
春菜、勇祐の父親。後に貫井企画が世話になる「広小路製薬」の宣伝部長。春菜のことをいつも気に掛けている。
倉持澄子（くらもち すみこ）（第3・8話）
演 - 木野花
春菜、勇祐の母親。
長谷川郁子（はせがわ いくこ）〈21〉
演 - 菅原禄弥
春菜と同じ司書講座に通う今どきの若いOL。壮吾に対して好意を持っている。
寺石香里（てらいし かおり）〈28〉
演 - 久我陽子
壮吾が高校時代にアルバイトをしていた際に、一目ぼれした女性。壮吾と同じ金沢出身。結婚しているが、夫との関係は冷めており、壮吾と日々連絡を取り合うなど不倫の関係になりつつある。

### ゲスト
佐藤 - 長谷川初範（第1話）
籐子のユニバーサル時代の上司。
中沢和史 - 東根作寿英（第1・9話）
貫井の後輩。ユニバーサル時代は貫井について回っていたが、自分の企画が通るようになると、貫井に高飛車な態度で接するようになる。
JPNリゾート社長 - 石田太郎（第7話）
自分が好きな広告の構図やデザインを指定して貫井企画に持ちかけてくる。オリジナリティーが失われてしまうので、貫井は嫌悪感を抱く。
籐子の見合い相手 - 水野智則（最終話）
籐子と見合いしたが、籐子がセッティングしたデートの待ち合わせ場所に現れず、「女性にリードされるのが嫌い」など好き放題言われて「見合いはなかったことに」されてしまう。
駄菓子屋のおじいさん - 西村淳二（最終話）
えんぴつネズミを置いていた駄菓子屋のおじいさん。

## スタッフ

### 製作スタッフ
- 脚本：相沢友子
- 企画：石原隆（フジテレビ）、鈴木吉弘（フジテレビ）
- プロデュース：船津浩一（共同テレビ）
- 演出：若松節朗（第1・2・5・7・11話／共同テレビ）、村上正典（第3・4・6・8・10話／共同テレビ）、村谷嘉則（第9話／共同テレビ）
- 音楽：住友紀人
- 主題歌：小田和正「キラキラ」
- 編成：長部聡介（フジテレビ）
- プロデュース補：山崎淳子
- 演出補：村谷嘉則（共同テレビ）、佐藤さやか
- 広報：清野真紀
- スケジュール：保坂克己
- 記録：寺田まり（第1・2・5・7・9・11話）、斉藤文（第3・4・6・8・10話）
- 製作担当：岩崎敬道
- 制作著作：フジテレビ、共同テレビ

### 技術スタッフ
- 技術プロデュース：石井勝浩
- テクニカルディレクター（TD）：山岸桂一
- 撮影：伊藤清一
- 照明：加瀬弘行（FLT）、高橋幸司
- 音声：国澤藤一（ブル）、矢川祐介
- 映像：宇野知之
- VTR：山根晋
- 編集：深沢佳文
- ライン編集：大方泉
- 選曲：塚田益章、石井和之
- MA：宮下貴江
- 音響効果：大橋史枝

### 美術スタッフ
- 美術プロデュース：杉川廣明（フジアール）
- 美術デザイン：塩入隆史（フジテレビ）
- 美術進行：泉佳子
- 大道具：西田裕一、石井洋介
- 装飾：武藤順一（大晃商会）
- アクリル装飾：中村哲治
- 建具：阿久津正巳
- 持道具：柴田礼美（大晃商会）
- 電飾：谷口義彦
- 衣裳：沖田正次（東京衣裳）
- ヘアメイク：森田京子、石原早苗
- スタイリスト：白山春久、小林朗子、野村昌司

### その他
- タイトルバック：鈴木達郎
- スチル：副田宏明
- タイトルCG：ムーンファクトリー
- 車輌：フィールドワーク
- 協力：バスク、フジアール、ベイシス

## 放送日程
| 各話                                                       | 放送日        | サブタイトル                                  | 視聴率 |
| ---------------------------------------------------------- | ------------- | --------------------------------------------- | ------ |
| 第1話                                                      | 2002年1月10日 | 女30歳さようなら終身雇用!! これはあなたの物語 | 20.6%  |
| 第2話                                                      | 2002年1月17日 | 30歳OL そして恋が始まる!!                     | 17.7%  |
| 第3話                                                      | 2002年1月24日 | 女が嘘をつくとき                              | 15.7%  |
| 第4話                                                      | 2002年1月31日 | クレームの嵐!! 求む営業マン                   | 16.3%  |
| 第5話                                                      | 2002年2月07日 | キス! キス! キス                              | 17.3%  |
| 第6話                                                      | 2002年2月14日 | 大問題発生!! 会社が倒産する                   | 16.2%  |
| 第7話                                                      | 2002年2月21日 | 悲しいとき近くにいてほしい人                  | 15.7%  |
| 第8話                                                      | 2002年2月28日 | 急展開!? 元カレ突然の帰国!!                   | 15.1%  |
| 第9話                                                      | 2002年3月07日 | 二人きりの夜                                  | 17.2%  |
| 第10話                                                     | 2002年3月14日 | さようなら                                    | 16.4%  |
| 最終話                                                     | 2002年3月21日 | 幸せはかならずやってくる!! 今夜あなたの上にも | 16.3%  |
| 平均視聴率16.9% （視聴率は関東地区・ビデオリサーチ社調べ） |               |                                               |        |

- 第1話と最終話は、69分の拡大版。

## 受賞
- 第32回ザテレビジョンドラマアカデミー賞[1]
  - 主演女優賞（深津絵里）